# Cwmbwrla
Cwmbwrla est une communauté de la cité et comté de Swansea, au pays de Galles.

## Géographie
Cwmbwrla est un quartier résidentiel situé à 1,5 km au nord du centre-ville de Swansea. Son nom fait référence à la Burlais / Bwrla, un affluent recouvert de la Tawe (en).

## Démographie
Au recensement de 2011, la communauté de Cwmbwrla comptait 7 972 habitants.